# 沿溪镇 (泰和县)
沿溪镇是江西省泰和县下辖的一个镇。

## 行政区划
沿溪镇现辖1个居委会和11个村委会，镇政府驻山东村
。
| 居委会 | 沿溪                                                             |
| 村委会 | 高坪、狮前、山东、凤岗、潋溪、东岗、源塘、乐山、荷树、仓岭、草坪 |